# إيه إل سي-0315
إيه إلى سي-0315 ([(4-hydroxybutyl) azanediyl] di (هكسان-6،1-dil) bis (2-hexyldecanoate)) عبارة عن مادة زيتة اصطناعية عديمة اللون، وقد جذب الانتباه بكونه أحد مكونات لقاح فايزر–بيونتك لعلاج فيروس كورونا المرتبط بالمتلازمة التنفسية الحادة الشديدة النوع 2، على وجه التحديد، هو أحد المكونات الأربعة التي تشكل الجسيمات النانوية الدهنية (LNPs)، والتي تغلف وتحمي حمض نووي ريبوزي رسول الهش الذي يعد العنصر النشط في هذه الأدوية. تعزز هذه الجسيمات النانوية الأحماض النووية الفعالة علاجياً مثل قليل النوكليوتيدات أو الرنا المرسال في المختبر وفي الجسم الحي.
تحت الرقم الهيدروجيني الفسيولوجي، يصبح إيه إلى سي-0315 بروتينًا عند ذرة النيتروجين، مما ينتج عنه كاتيون الأمونيوم الذي ينجذب إلى الحمض النووي الريبي المرسال (حمض نووي ريبوزي رسول)، وهو أنيوني.

## توليف
وصف تحضير إيه إلى سي-0315 لأول مرة في طلب براءة اختراع للجسيمات النانوية الدهنية بواسطة أكويتاس العلاجية في عام 2017.:137 والخطوة النهائية هي تفاعل أميني مختزل يتم فيه تكثيف 4-أمينوبوتانول مع ألدهيد، باستخدام الصوديوم كعامل اختزال لتحويل الإيمينات الوسيطة إلى أمين المنتج.
2 (C8H17)(C6H13)CHCO2(CH2)5CHO + H2N(CH2)4OH + 2 NaBH(O2CCH3)3 → ALC-0315

## الاستخدم
إيه إلى سي-0315 هو أحد مكونات لقاح لقاح فايزر–بيونتك. تعني الكيميائية كأمين ثلاثي أن كاتيونه يمكن أن يشكل رابطة أيونية مع الحمض النووي الريبي الذي يحمل المعلومات الجينية لتكوين بروتين ارتفاع فيروس كورونا المرتبط بالمتلازمة التنفسية الحادة الشديدة النوع 2 في جسم الإنسان. الأهم من ذلك، بمجرد امتصاص الجسيمات النانوية الدهنية التي تغلف الرنا المرسال في الخلايا العارضة للمستضد (وهي عملية تسمى الالتقام الخلوي بوساطة المستقبل) ، فإن البيئة الأكثر حمضية داخل الجسيم الداخلي تؤدي إلى بروتونات إيه إلى سي-0315 بالكامل ونتيجة لذلك تطلق الجسيمات النانوية حمولتها من الرنا المرسال.